# Хайнань (Ухай)
Хайна́нь (кит. упр. 海南, пиньинь Hǎinán, буквально: «южнее Хайбовань») — район городского подчинения городского округа Ухай автономного района Внутренняя Монголия (КНР).

## История
В 1955 году в хошуне Отог аймака Их-Джу (впоследствии трансформированном в городской округ Ордос) был создан Горнорудный район Чжоцзышань (桌子山矿区). В 1959 году он был выделен из состава хошуна и подчинён непосредственно аймаку, получив самоуправление.
В 1961 году решением Госсовета КНР Горнорудный район Чжоцзышань стал городским уездом Хайбовань.
В 1976 году Хайбовань был объединён с городским уездом Уда аймака Баян-Нур в городской округ Ухай, подчинённый непосредственно правительству Внутренней Монголии. Часть Хайбованя, лежащая южнее Хуанхэ, была при этом выделена в городской уезд Ласэнмяо (拉僧庙).
В декабре 1979 года городской уезд Ласэнмяо был преобразован в район городского подчинения Хайнань.

## Административное деление
Район Хайнань делится на 2 уличных комитета и 3 посёлка.